# Hrabstwo Winnebago (Iowa)
Hrabstwo Winnebago – hrabstwo w Stanach Zjednoczonych w stanie Iowa.

## Miasta
| - Buffalo Center - Forest City | - Lake Mills - Leland | - Rake - Scarville | - Thompson |

## Sąsiednie hrabstwa
- Hrabstwo Faribault
- Hrabstwo Freeborn
- Hrabstwo Worth
- Hrabstwo Hancock
- Hrabstwo Kossuth
- Hrabstwo Cerro Gordo